# Ořešník (Jizerské hory)
Ořešník (něm. Nußstein) je významný vrchol Smědavské hornatiny, nacházející se ve vzdálenosti dvou kilometrů jižním směrem od města Hejnice ve Frýdlantském výběžku v okrese Liberec. Vrchol má podobu nesouměrné vrcholové skály z porfyrické žuly až granodioritu. Zvedá se na severozápadním konci plochého hřbetu mezi údolím Velkého Sloupského potoka a okrajovými svahy Jizerských hor.
Ořešník je převážně zalesněn, a sice bučinami až suťovými lesy s kleny, jedlemi nebo tisy červenými. Ve zbylých částech se nacházejí smrčiny. Nalézt je tady možné jedince mléčivce alpského (Cicerbita alpina).
Lokalita je součástí národní přírodní rezervace Jizerskohorské bučiny. Z vrchu se nabízejí rozhledy do okolí.
Ocelové zábradlí na vyhlídce pochází z roku 1898, roku 2000 bylo rekonstruováno Jizersko-ještědským horským spolkem.

## Skály
Skály na Ořešníku jsou také využívány přívrženci horolezectví. Nejvýznamnější skalní útvary jsou:
- Ořešník[2]
- Stojka[3]
- Věž pod Ořešníkem[4]
- Zahradní stěna
- Zahradní věž[5]

## Zajímavosti

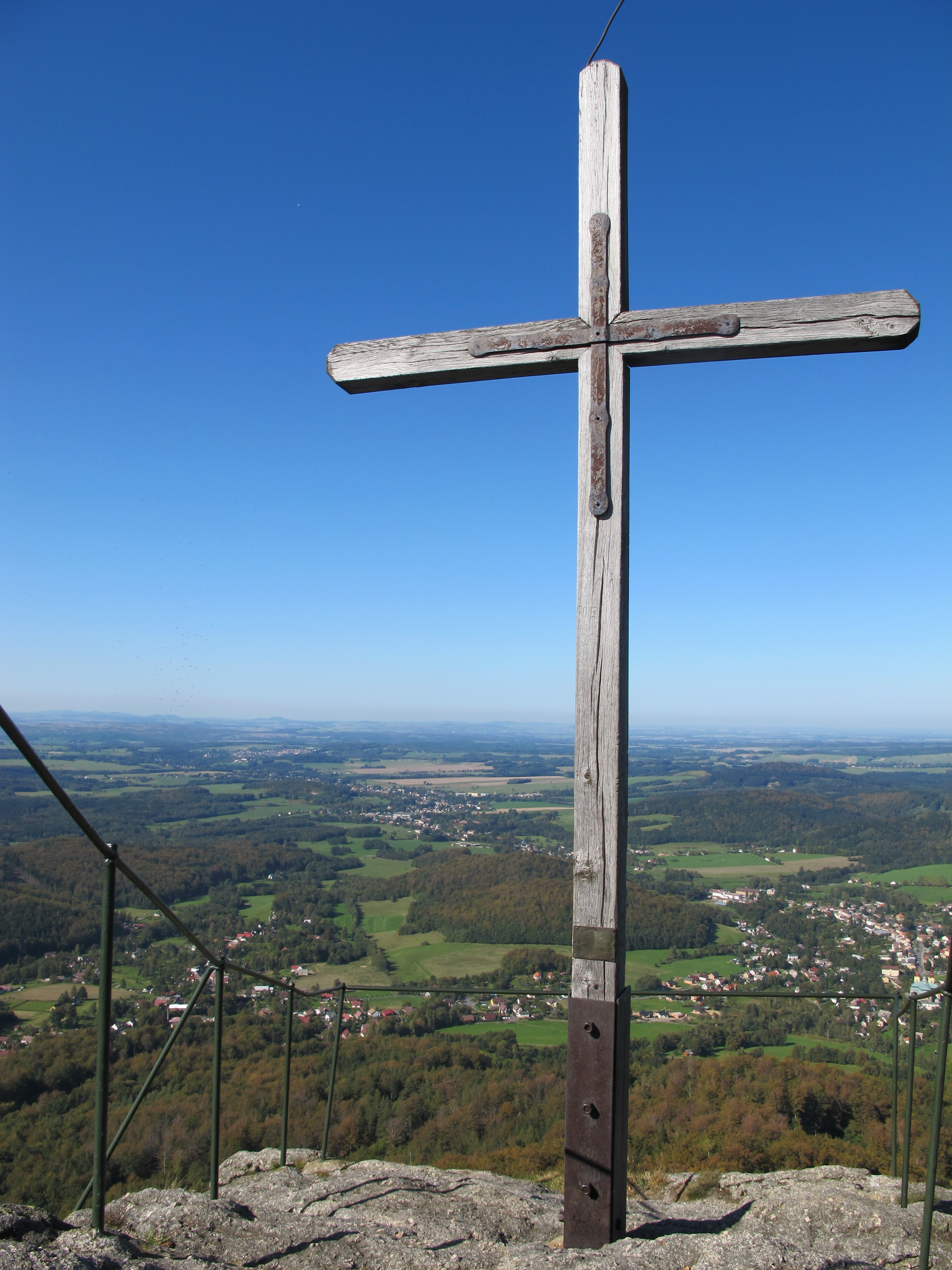
Kříž na vrcholu Ořešníku

- Kříž na vrcholu stojí na vrcholu nepřetržitě od roku 1813, kdy jej na vrcholu vztyčili františkáni. Roku 1819 se při obnově kříže zřítili dva bratři (patrně řádoví).
- Na Zahradní stráni Ořešníku se dále nachází Krauseho kříž – vzpomínka na devítiletého Emila Krause z Lázní Libverdy, který se zabil pádem ze zdejších skal 21. května 1922.

## Dostupnost
Na Ořešník vede od nádraží v Hejnicích na regionální železniční trati z Raspenavy do Bílého Potoka červeně značená turistická cesta. Výstup je poměrně náročný, celá trasa měří 3,5 km. K Ořešníku lze dojít z Hejnic též delší trasou přes Ferdinandov zprvu po zelené značce a dále po žluté přes Štolpichy až k rozcestí u vodopádu Velký Štolpich, odkud je možné pokračovat na vrchol Ořešníku po červené značce. V opačném jihovýchodním směru červeně a žlutě značené turistické trasy pokračují od Velkého Štolpichu k rozcestí U Tetřeví boudy, kde se napojují na páteřní jizerskohorskou cyklotrasu, označenou jako 22. Hřebenovka.